# Saurosuchus
Saurosuchus (лат., буквально с греч.: ящерицекрокодил) — род вымерших архозавров из клады Loricata, живших во времена верхнетриасовой эпохи (карнийский — норийский века) на территории современной Аргентины. К роду относят единственный типовой вид — Saurosuchus galilei.
Новые вид и род описаны Reig в 1959 году по голотипу PVL 2062 (черепу), найденному в формации Ischigualasto на северо-западе Аргентины. Представители вида были длиной около 7 метров, передвигались на четырёх полностью выпрямленных конечностях.
Род считался членом группы Rauisuchia, хотя теперь он относится к кладе Loricata, включающей в себя как Rauisuchia, так и настоящих крокодилов.